# Nils Guttorp
Nils Malte Guttorp, född 31 augusti 1920 i Lund, död 12 mars 2013 i Brösarp-Tranås församling, Skåne län, var en svensk målare, grafiker och kantor.
Han var son till överläraren Malte Guttorp och Valborg Nihlén och från 1945 gift med Inga Nilsson. Guttorp studerade vid Skånska målarskolan i Malmö 1939-1940 samt under studieresor till Italien och Schweiz. Han ställde ut separat på SDS-hallen i Malmö 1948 och har medverkat i samlingsutställningar med Skånes konstförening sedan 1944. Hans konst består av stilleben, interiörer, fönsterutsikter, stadsbilder och småskaliga landskapsmålningar och linoleumsnitt. Vid sidan av sitt konstnärskap var han verksam som kantor. Han utgav diktsamlingen Haiku från Fågeltofta som är en form av memoarer i diktform.